# Aristolochia pistolochia
Aristolochia pistolochia é uma espécie de planta com flor pertencente à família Aristolochiaceae. 
A autoridade científica da espécie é L., tendo sido publicada em Species Plantarum 2: 1364. 1753.

## Portugal
Trata-se de uma espécie presente no território português, nomeadamente em Portugal Continental.
Em termos de naturalidade é nativa da região atrás indicada.

## Protecção
Não se encontra protegida por legislação portuguesa ou da Comunidade Europeia.